# Seaton
Seaton és una població dels Estats Units a l'estat d'Illinois. Segons el cens del 2000 tenia 242 habitants.

## Demografia
Segons el cens del 2000, Seaton tenia 242 habitants, 88 habitatges, i 69 famílies. La densitat de població era de 59,5 habitants/km².
Dels 88 habitatges en un 34,1% hi vivien nens de menys de 18 anys, en un 67% hi vivien parelles casades, en un 9,1% dones solteres, i en un 20,5% no eren unitats familiars. En el 15,9% dels habitatges hi vivien persones soles el 6,8% de les quals corresponia a persones de 65 anys o més que vivien soles. El nombre mitjà de persones vivint en cada habitatge era de 2,75 i el nombre mitjà de persones que vivien en cada família era de 3,11.
Per edats la població es repartia de la següent manera: un 28,9% tenia menys de 18 anys, un 4,1% entre 18 i 24, un 29,3% entre 25 i 44, un 21,5% de 45 a 60 i un 16,1% 65 anys o més.
L'edat mediana era de 36 anys. Per cada 100 dones de 18 o més anys hi havia 91,1 homes.
La renda mediana per habitatge era de 45.694 $ i la renda mediana per família de 46.389 $. Els homes tenien una renda mediana de 38.750 $ mentre que les dones 15.417 $. La renda per capita de la població era de 35.832 $. Aproximadament el 4,1% de les famílies i el 2,7% de la població estaven per davall del llindar de pobresa.

## Poblacions properes
El següent diagrama mostra les poblacions més properes.